# Frédérick Haas
Frédérick Haas (1969) is een Frans klavecimbelspeler.

## Levensloop
Haas studeerde orgel met André Isoir en, als uitkomst van zijn vroege belangstelling voor klavecimbels waarop hij speelde vanaf zijn twaalfde, studeerde hij dit instrument aan zowel het Sweelinck Conservatorium van Amsterdam als het Koninklijk Conservatorium van Brussel. Hij behaalde een licentiaat musicologie aan de Sorbonne. 
Hij heeft aan concerten deelgenomen met verschillende ensembles voor oude muziek, onder meer voor de uitvoering van de Cantates van Johann Sebastian Bach met Andreas Scholl en Philippe Herreweghe. Hij is overal in Europa opgetreden als solist of met de violiste Mira Glodeanu. Hij trad ook op als dirigent van het barokensemble Ausonia, dat hij gesticht heeft in 1998. Zo trad hij met het ensemble onder meer op tijdens de Festivals van Ambronay, Cordes en Pontoise, bij de Société Philharmonique de Bruxelles, in het Concertgebouw Amsterdam, tijdens de Académies Musicales in Saintes, in het Castello Sforzesco di Milano, in de Château d’Assas, tijdens het Festival Bach in Boekarest, bij de Concerts parisiens, de Printemps des Arts de Nantes, het Festival Brezice Ljubljana, het International early music Festival Saint Petersbourg.
Haas is docent klavecimbel aan het Koninklijk Conservatorium in Brussel. Hij geeft ook vaak meestercursussen in Duitsland, Italië, Frankrijk, Engeland, België en Roemenië.
In 2010 was Haas jurylid voor de internationale klavecimbel- en fortepianowedstrijd in Brugge, in het kader van het Festival Musica Antiqua.
Hij is eigenaar van een Jean-Henri Hemsch klavecimbel gebouwd in 1751.

## Discografie

### als solist
- 1996 : Jean-Henri d'Anglebert, Suites pour le clavecin, op klavecimbel Hemsch (1751).
- 1997 : Jean-Philippe Rameau, L'oeuvre de clavecin, Livres 1 & 2, op klavecimbel Hemsch (1751).
- 1999 : J. Ph. Rameau, L'oeuvre de clavecin, Nouvelles Suites de Pièces de Clavecin (1728), op klavecimbel Hemsch (1751).
- 2000 : J. S. Bach, Suites anglaises Nos 3, 4 & 5, op klavecimbel Hemsch (1751).
- 2002 : Domenico Scarlatti, 21 sonates de la maturité, op een klavecimbel in de château d'Assas.
- 2008 : François Couperin, Pièces de clavecin des Livres I & II, op klavecimbel Hemsch (1751).

### met het ensemble Ausonia
- 2004 : François Francœur, Amans voulez-vous être heureux?, avec Ausonia.
- 2006 : Johann Sebastian Bach, Clavier Sonaten mit obligater Violine, met Mira Glodeanu, op klavecimbel Hemsch (1751).
- 2007 : François Francœur, Zélindor, Roi des Sylphes, CD nr 10 van "200 Ans de musique à Versailles".
- 2009 : Jean-Philippe Rameau, Que les mortels servent de modèle aux dieux... Alpha 142